# Maico Juliano Fendrich
Maico Juliano Fendrich (São Bento do Sul, 12 de maio de 1988) é um atleta profissional de futsal brasileiro, que joga como pivô.
Atualmente defende o Palma Futsal.

## Dados pessoais[2]
- Peso: 77 kg
- Altura: 178 cm
- Posição: pivô
- Pé: destro

## Clubes
- 2010-2014 - Blumenau/Adhering (Brasil)
- 2015 - Brasil Kirin - Sorocaba (Brasil)[3]
- 2015 - Shenzhen Nanling Tielang FC (China)[3]
- 2016 - Sporting de Paris (França)[4]
- 2017 - Palma Futsal (Espanha)[5]